# West Indies Cricket Team in Australien in der Saison 1981/82
Die Tour des West Indies Cricket Teams nach Australien in der Saison 1981/82 fand vom 26. Dezember 1981 bis zum 3. Februar 1982 statt. Die internationale Cricket-Tour war Bestandteil der Internationalen Cricket-Saison 1981/82 und umfasste drei Tests. Die Serie endete 1–1 unentschieden.

## Vorgeschichte
Beide Mannschaften spielten zuvor zusammen mit Pakistan ein Drei-Nationen-Turnier.
Das letzte Aufeinandertreffen der beiden Mannschaften bei einer Tour fand in der Saison 1979780 in Australien statt.

## Stadien
Die folgenden Stadien wurden für die Tour als Austragungsort vorgesehen.
| Stadion                  | Stadt     | Kapazität | Spiele  |
| ------------------------ | --------- | --------- | ------- |
| Adelaide Oval            | Adelaide  | 53.583    | 3. Test |
| Melbourne Cricket Ground | Melbourne | 100.024   | 1. Test |
| Sydney Cricket Ground    | Sydney    | 48.000    | 2. Test |

## Kaderlisten
Die Kaderlisten wurden vor der Tour bekanntgegeben.
| Test | Test |
| Australien | West Indies |
| --- | --- |
| - Terry Alderman - Allan Border - Greg Chappell - John Dyson - Merv Hughes - Bruce Laird - Geoff Lawson - Dennis Lillee - Geoff Marsh - Len Pascoe - Jeff Thomson - Dirk Wellham - Graeme Wood - Bruce Yardley | - Faoud Bacchus - Sylvester Clarke - Colin Croft - Jeff Dujon - Joel Garner - Larry Gomes - Gordon Greenidge - Desmond Haynes - Michael Holding - Clive Lloyd - Junior Murray - Viv Richards - Andy Roberts |

## Tests

### Erster Test in Melbourne
| 26. – 30. Dezember Scorecard | Melbourne | Australien 198 (68.1) & 222 (82.3) | – | West Indies 201 (62.3) & 161 (74.1) |
|                              |           | Australien gewinnt mit 58 Runs     |   |                                     |

### Zweiter Test in Sydney
| 2. – 6. Januar Scorecard | Sydney | West Indies 384 (116.2) & 255 (78.4) | – | Australien 267 (107) & 200-4 (102) |
|                          |        | Remis                                |   |                                    |

### Dritter Test in Adelaide
| 30. Januar – 3. Februar Scorecard | Adelaide | Australien 238 (91) & 386 (152)   | – | West Indies 389 (109.4) & 239-5 (61.1) |
|                                   |          | West Indies gewinnt mit 5 Wickets |   |                                        |